# Kingston Ceylonite
Die Kingston Ceylonite war ein britischer Fischtrawler, welcher im Zweiten Weltkrieg von der Royal Navy als behelfsmäßiges U-Jagd-Fahrzeug eingesetzt wurde. Ursprünglich wurde der Kutter am 6. Februar 1935 auf der Werft von Cook, Welton & Gemmell in Beverley (Yorkshire) von Stapel gelassen und am 13. März 1935 unter dem Namen Kingston Ceylonite in Dienst gestellt. Das Schiff ging 1942 durch einen Minentreffer verloren.

## Einsätze und Verlust
Bis zum Ausbruch des Zweiten Weltkrieges im September 1939 diente das Schiff als (ziviles) Fischereifahrzeug bei der Kingston Steam Trawling Company in Kingston upon Hull. Im September 1939 schließlich requirierte die britische Marine den Trawler und ließ ihn zu einem behelfsmäßigen U-Boot-Jagdfahrzeug umbauen. Zu diesem Zweck erhielt die Kingston Ceylonite ein 10,2-cm-Geschütz auf dem Vorschiff, ein 12,7-mm-Maschinengewehr und eine Rampe am Heck zum Abrollen von Wasserbomben. Ende 1939 von der Marine in Dienst gestellt, verdrängte der nun mit der Kennung FY-214 versehene Kutter 448 tn.l. und besaß eine Besatzung von 32 Mann.
Ab Frühjahr 1940 wurde das Schiff bei der in Portsmouth stationierten und aus sechs U-Jagd-Trawlern bestehenden 27. U-Boot-Jagdgruppe (27th Anti-Submarine Group) eingesetzt. Der Trawler gehörte damit zum Kommandobereich von Admiral Sir William Milbourne James. In den folgenden zwei Jahren sicherte die Kingston Ceylonite britische Küstengeleitzüge zwischen Plymouth und Dover. Im Februar 1942, nach Beginn der deutschen U-Boot-Offensive gegen die Schifffahrt vor der amerikanischen Ostküste (Unternehmen Paukenschlag), wurde der Trawler von der Royal Navy an die United States Navy ausgeliehen, da es den Amerikanern zu diesem Zeitpunkt noch an geeigneten U-Boot-Jagdfahrzeugen mangelte und die alliierte Schifffahrt vor der Ostküste der Vereinigten Staaten schwere Verluste hinnehmen musste. Nach der Überstellung an die Amerikaner wurde die Kingston Ceylonite bei der Sicherung von Konvois zwischen Florida und New York eingesetzt. Der Trawler lief zwar ab diesem Zeitpunkt unter US-Flagge, war aber weiterhin von seiner britischen Crew bemannt. Kommandant des Kutters war Lieutenant William McKenzie Smith von der Royal Naval Reserve (RNR).
Im Rahmen dieser Aufgabenstellung geriet der Trawler in den Abendstunden des 15. Juni 1942, als Teil der Eskorte des aus insgesamt zwölf Schiffen bestehenden und von Key West nach Hampton Roads laufenden Geleitzuges KN 109, nahe Virginia Beach in ein aus 15 TMB-Grundminen bestehendes Minenfeld, welches am 11. Juni 1942 von dem deutschen U-Boot U 701 (Kapitänleutnant Horst Degen) gelegt worden war. Nachdem zunächst die beiden großen Tanker Robert C. Tuttle und Esso Augusta sowie der sichernde Zerstörer Bainbridge durch Minentreffer teils erheblich beschädigt worden waren – alle drei Schiffe konnten später allerdings eingebracht werden –, lief die zu Rettungsmaßnahmen heraneilende Kingston Ceylonite gegen 19:27 Uhr ebenfalls auf eine Mine auf. Die Wucht der Explosion der rund 580 Kilogramm schweren Mine brach dem Trawler den Kiel und ließ das Schiff innerhalb von vier Minuten sinken. Die Untergangsposition liegt etwa auf 36° 52′ N, 75° 51′ W. Mit dem U-Boot-Jäger gingen 18 Besatzungsangehörige unter, darunter auch Kommandant Smith. 14 Mann wurden später von anderen Sicherungsfahrzeugen gerettet.

## Nachspiel
Nachdem der Konvoi KN-109 in das bis dahin unbekannte Minenfeld geraten war – und vier Minen zur Explosion gebracht hatte –, fand eine umfangreiche Minensuchoperation statt, welche die Räumung von zehn Minen zur Folge hatte. Lediglich eine einzelne Mine des von U 701 gelegten Feldes verblieb vor Virginia Beach (von 15 Minen waren vier explodiert und zehn geräumt worden) – und forderte dennoch noch ein Opfer: Am 17. Juni 1942, zwei Tage nach dem Untergang der Kingston Ceylonite, lief der zum Geleitzug KS-511 gehörende amerikanische Massengutfrachter Santore (7.117 BRT) auf diese letzte verbliebene Mine auf und sank. Drei Seeleute fanden dabei den Tod.